# 佐藤晃一 (実業家)
佐藤 晃一（さとう こういち、1924年12月23日 - 2022年5月10日） は、日本の中央銀行家、実業家。ホテルオークラ代表取締役社長や、同社代表取締役会長を務めた。佐藤潤象元衆議院議員の孫。

## 経歴
ホテルオークラ創業家の大倉喜八郎らと事業を興した実業家・佐藤潤象元衆議院議員の孫である。府立一中、旧制学習院高等科を経て、1948年に東京大学経済学部卒業後、日本銀行入行。大成観光（のちにホテルオークラに商号を変更）常務取締役や、同社取締役副社長を経て、1992年から代表取締役社長を務めた。1995年から代表取締役会長を務め、1999年に青木寅雄らとともに代表権を返上し、相談役に退いた。

## 家族
- 曽祖父：佐藤求五(熊本の惣庄屋)。墓碑銘は同郷の文部大臣・井上毅が撰書した[12]。
- 祖父：佐藤潤象(衆議院議員)
- 父：佐藤敏人（外務官僚）はサンフランシスコ総領事。
- 母：輝子（第六高等学校教授を務めた田中三四郎の長女、評論家の石垣綾子の姉）[13]。
- 妹：華子　西田誠哉（次席国連大使、駐イタリア大使）の妻。
- 叔父：佐藤朝生（内務官僚）は人事院初代事務総長、総理府総務副長官[14]、札幌冬季五輪組織委員会事務総長[15]。
  - 妻：富美子（朝日新聞編集主幹、海軍経理学校・早稲田大学教授を務めた経済学博士・牧野輝智の長女）[16][17]。
- 叔父：佐藤正二（外務官僚）は外務事務次官や駐中国大使を務めた。